# Mohria intermedia
Mohria intermedia là một loài dương xỉ trong họ Anemiaceae. Loài này được J.Sm. mô tả khoa học đầu tiên năm 1843.
Danh pháp khoa học của loài này chưa được làm sáng tỏ. 